# Edde Gleerup
Sten Edvard (Edde) Gleerup, född 18 juni 1860 i Chicago, död 16 november 1928 i Lund, var en svensk militär och upptäcktsresande. Han var sonson till C.W.K. Gleerup.
Gleerup utnämndes 1879 till underlöjtnant vid Södra skånska infanteriregementet. Han inträdde 1883 i Kongostatens tjänst och blev 1884 chef i Kimpoko vid Stanley Pool. Efter att där ha anlagt en ny station blev han tillsammans med löjtnant Arvid Wester i november samma år beordrad att förestå den yttersta stationen, Stanley Falls. 
Arabhövdingen och slavhandlaren Tippu Tip ville emellertid regera ostört i dessa trakter och fordrade att stationen skulle utrymmas. Wester lyckades dock slutligen komma på god fot med Tippu Tip, och stationen utvecklades allt mer under svenskarnas ledning. Efter tjänstetidens slut mottog Gleerup arabhövdingens anbud att under hans beskydd ta hemvägen öster ut till Zanzibar. Sålunda blev Gleerup den åttonde europé och den dittills ende svensk som korsat Afrika. Gleerup lämnade stationen i slutet av 1885 och kom till Zanzibar i slutet av juni 1886.
Efter hemkomsten befordrades Gleerup till löjtnant i armén 1886 och vid regementet 1887. Han var ordonnansofficer hos kronprinsen 1886–1893 och blev kapten 1896. Gleerup övergick som kapten till Södra skånska infanteriregementets reserv 1911 och blev major i armén samma år.
Jämte Peter Möller och Georg Pagels är han författare till Tre år i Kongo.
Edde Gleerup var gift 1888–1893 med Augusta Juliana (Julie) Malm och 1902–1918 med Martha Rosencrantz, som var född 1873 i Östra Vemmerlöv och avled 1958 i Stockholm.. Edde Gleerup är begraven på Östra kyrkogården i Lund.